# Camille Jordan
Marie Ennemond Camille Jordan (Lyon, 5 de enero de 1838-París, 22 de enero de 1922) fue un matemático francés, conocido tanto por su trabajo sobre la teoría de grupos, como por su influyente Cours d’analyse.

## Biografía
Estudió en la Escuela Politécnica (promoción de 1855). Fue ingeniero de minas y, más tarde, ejerció como examinador en la misma escuela. En 1876 entró como profesor en el Colegio de Francia, sustituyendo a Joseph Liouville.
Su nombre se asocia a un determinado número de resultados fundamentales:
- El teorema de Jordan-Holder, que es el resultado básico de unas series de composiciones.
- El lema de Jordan.
- El teorema de Jordan-Schönflies.
- El teorema de la curva de Jordan: un resultado topológico recogido en análisis complejo.
- La descomposición de Jordan-Chevalley.
- La forma canónica de Jordan en álgebra lineal.
- La función indicatriz de Jordan.

El trabajo de Jordan incidió de manera sustancial en la introducción de la teoría de Galois en la corriente del pensamiento mayoritario. Investigó también los grupos de Mathieu, los primeros ejemplos de grupos esporádicos. Su Traité des substitutions sobre las permutaciones de grupos fue publicado en 1870.
El 4 de abril de 1881 fue elegido miembro de la Academia de la Ciencia.
De 1885 a 1921 dirige la Journal de mathèmatiques pures et apliqués, fundado por Liouville.